# 108 a.C.
Il 108 a.C. (CVIII a.C. in numeri romani) è un anno  del II secolo a.C.

## Eventi
- Le forze romane di Quinto Cecilio Metello Numidico sconfiggono le forze di Giugurta di Numidia nella battaglia di Muthul con Gaio Mario come subordinato.
- Il regno coreano di Wiman Joseon cade e l'imperatore cinese Han Wudi stabilisce quattro province militari nella Corea settentrionale.
- Dicembre - La dinastia Han sotto il comando di Zhao Ponu vincono la Battaglia di Loulan nel Bacino del Tarim.

## Nati
- Lucio Sergio Catilina, generale e politico romano († 62 a.C.)

## Morti
- Marco Livio Druso, politico romano